# Front national des juristes
Pour les articles homonymes, voir Front national et FNJ.
Le Front national des juristes (FNJ), et, plus tard, Comité national des juristes, est un mouvement de résistance français qui agit dans le cadre du Front national de lutte pour la libération et l'indépendance de la France.

## Description
Le Front national des juristes, créé initialement par un groupe d'avocats chargés de la défense des communistes emprisonnés, avait pour but de « combattre la jurisprudence à tendance nazie » et contrôler la désignation des avocats commis d’office par le régime de Vichy. C'est une organisation pluraliste qui regroupe des communistes, des socialistes, des gaullistes. 

« Magistrats, avocats, officiers ministériels, un même espoir nous anime, celui de la Libération de la Patrie. […] certes, nous saurons quitter la toge pour les armes, le jour venu. Mais il faut préparer et hâter ce jour. Il faut préparer les lendemains de la victoire. Lorsqu’elle reprendra son rang parmi les Nations, la France présentera le visage dont notre amour et notre foi auront dessiné les traits. Ne nous résignons pas, en attendant des temps meilleurs, ne nous confinons pas dans une activité professionnelle diminuée […]. »

— Extrait du premier tract du FNJ, octobre 1942.